# Jenny Fähndrich
Jenny Fähndrich (nascida em 25 de abril de 1989) é uma atleta suíça que representa o seu país no ciclismo BMX. Ela competiu nos Jogos Olímpicos de Verão de 2008 em Pequim, China.